# Presbytis canicrus
- Esta obra contiene una traducción total derivada de «Presbytis canicrus» de Wikipedia en inglés, concretamente de esta versión, publicada por sus editores bajo la Licencia de documentación libre de GNU y la Licencia Creative Commons Atribución-CompartirIgual 4.0 Internacional.

El langur de Miller (Presbytis canicrus), también conocido como langur gris de Miller o langur gris de Kutai, es una especie de mono de hoja. Es endémico de Kalimantan Oriental en la isla de Borneo en Indonesia. Es uno de los primates más amenazados del mundo, y en una ocasión se pensó que estaba extinto, hasta que fue redescubierto en 2012.